# Megalomys luciae
La rata de arrozal de Santa Lucía (Megalomys luciae) es una especie extinta de roedor de la familia Cricetidae endémica de la isla de Santa Lucía, en el este del mar Caribe. Era del tamaño de un gato pequeño, poseedor de un vientre más oscurecido que el de Megalomys desmarestii (una especie estrechamente relacionada particular de la vecina Martinica, igualmente extinta), y de garras delgadas. El último espécimen murió en el Zoológico de Londres en 1852, tras haber permanecido tres años en cautividad. La especie probablemente se extinguió en la segunda mitad del siglo XIX, teniéndose el último registro de la misma en 1881. Existe un ejemplar disecado en la colección del Museo de Historia Natural en Londres.